# Christophe Arleston
 (novembre 2018).
Christophe Pelinq, dit Christophe Arleston, Scotch Arleston ou simplement Arleston, est un scénariste de bande dessinée, né le 14 août 1963 à Aix-en-Provence (Bouches-du-Rhône). Il est notamment célèbre pour avoir créé la série Lanfeust de Troy et les différentes œuvres dérivées appartenant au même univers.

## Biographie

### Jeunesse et formation
Après une enfance partagée entre Madagascar et Mâcon, Christophe Arleston revient à Aix-en-Provence en 1981, l'année de son baccalauréat scientifique. Après un passage par la faculté de sciences économiques, il fait ses études à l’école de journalisme de Marseille, (EJCAM), dont il sort diplômé en 1987. Il travaille alors comme journaliste et homme de communication, se déplaçant entre Paris et Aix-en-Provence. Il commence sa carrière d’auteur alors qu'il est étudiant puis pendant son service militaire, en écrivant entre 1985 et 1989 seize fictions radiophoniques pour France Inter (Émissions Les 1001 Jours de Pierre Billard, et Les Nouveaux Maîtres du Mystère, de Pierre Billard).

### Scénariste de bande dessinée (années 1990 à aujourd'hui)

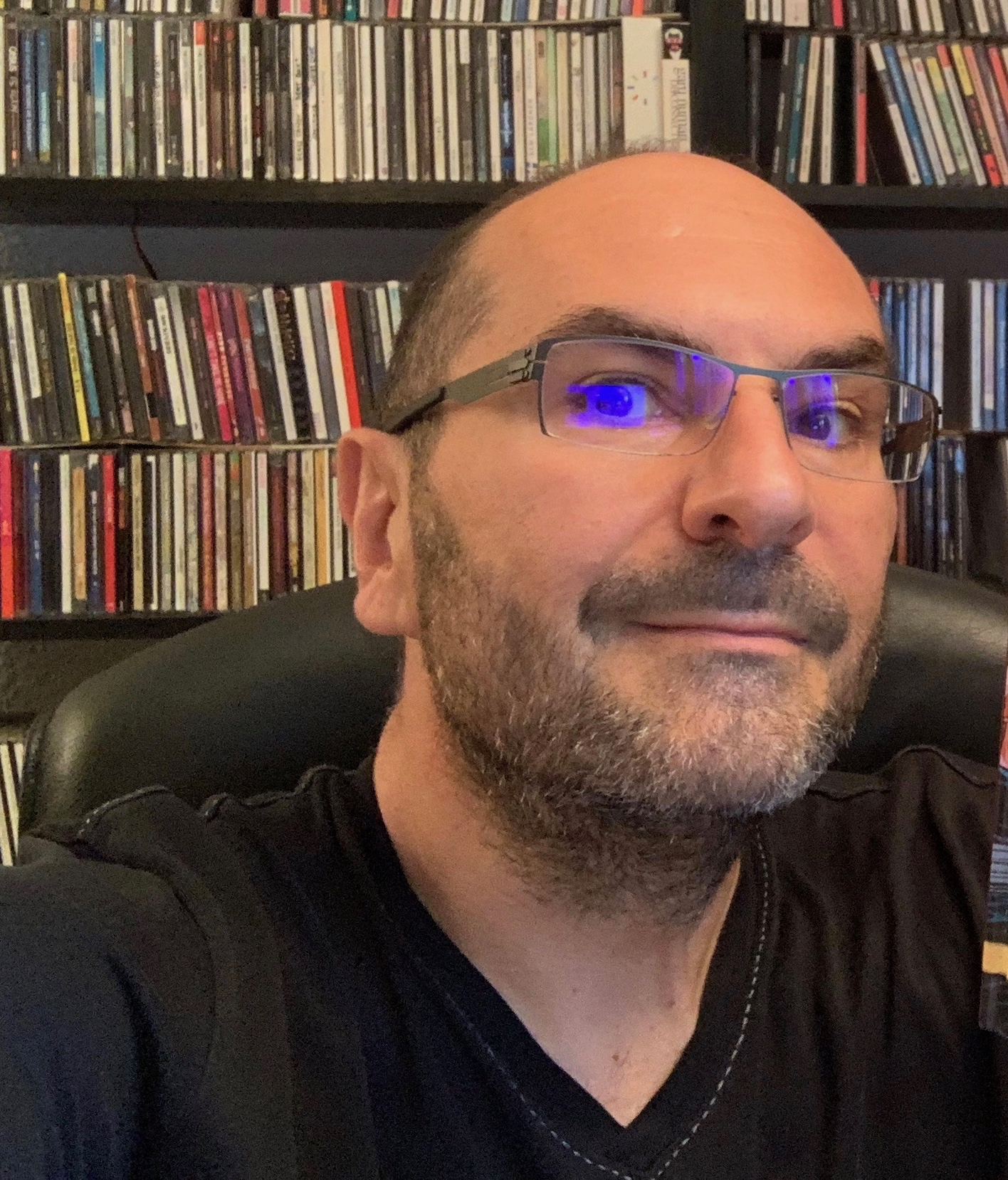
2019, Arleston avec le volume un de Danthrakôn

Arleston fait ses débuts de scénariste BD pour le magazine Circus (Glénat), puis un premier album pour la jeunesse, Manie Swing, chez l'éditeur Alpen/Humanos. En 1990 il rencontre Mourad Boudjellal, qui vient de créer les éditions Soleil. Les deux premières séries d'Arleston, Les Maîtres cartographes et Léo Loden, paraissent en 1992 aux éditions Soleil, suivies des trois tomes des Feux d'Askell.
C’est en 1994 que sort le premier tome de sa série la plus connue : Lanfeust de Troy. En quelques semaines l'album se positionne dans les meilleures ventes. Il s’agit d’un des plus gros succès commerciaux de Soleil, dont l’activité est alors en plein développement.
En 1996, avec Claude Ecken, il co-scénarise pour Thierry Labrosse la bande dessinée Bug Hunters, qui est accueillie froidement,,. Arleston et Labrosse se retrouvent, avec Dominique Latil, pour le « thriller de science-fiction » Moréa. Les planches paraissent dans Lanfeust Mag. Le premier volume reçoit en 2000 le prix Bédélys découverte et, en 2001, le prix Bédéis causa de l'album québécois ainsi que le prix Bulles en fureur dans la catégorie ados.
Il a vendu entre 1992 et 2023 plus de quatorze millions d’albums de bande dessinée, dont huit sur la seule série Lanfeust[réf. nécessaire].
En 1997 Arleston crée Trolls de Troy, une série dans le même univers que Lanfeust développant avec dérision les créatures trolles créées pour Lanfeust. Il reçoit notamment le prix du meilleur scénario en 1998 à Chambéry pour le deuxième tome de cette série, ainsi que deux fois le prix du meilleur album jeunesse au festival d’Angoulême (1998, 2002). Il obtient une troisième fois ce même prix avec Lanfeust de Troy en 2000.

### Lanfeust Maget Gottferdom Studio (1997-2019)

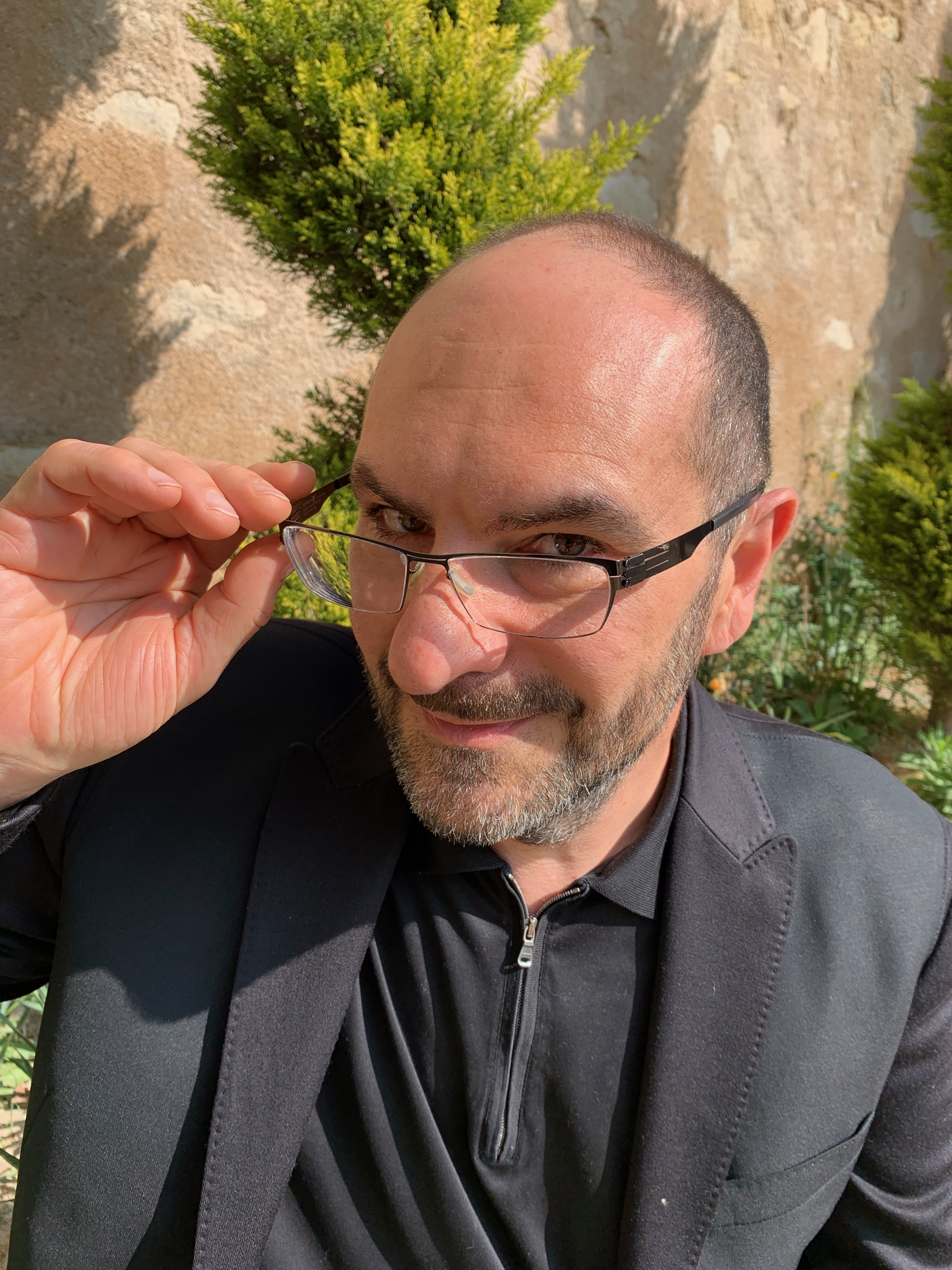
Arleston à Aix-en-Provence 2019.

En août 1997, il crée le Gottferdom Studio avec Didier Tarquin, Dominique Latil et Philippe Pellet. Dans cet atelier d'auteurs situé à Aix en Provence, Arleston s'entoure de dessinateurs et scénaristes et ouvre ses portes aux jeunes auteurs pour créer une émulsion créative.
En 1998, il utilise la structure du studio pour créer Lanfeust Mag, un mensuel dont il sera rédacteur en chef et qui comptera 227 numéros (dernier numéro, février 2019). Il s’agit d’un magazine axé sur la fantasy et la science-fiction qui prépubliait sous forme de feuilleton différentes séries des éditions Soleil, ainsi que des créations originales sous forme de séries de gags en une page. Lanfeust Mag était avant tout un outil promotionnel pour l’éditeur, dans la même lignée que Spirou ou Tchô !.
Le magazine a longtemps été un succès. Après le retrait de Mourad Boudjellal et le rachat de Soleil par Guy Delcourt, Lanfeust Mag a conservé sa ligne éditoriale, incluant des séries Delcourt dans ses prépublications.
En 2007, Arleston est membre fondateur du Groupement Bande Dessinée du SNAC (Syndicat National des Auteurs et Compositeurs) et s'implique dans les combats du syndicat pour la défense des auteurs. En désaccord avec certaines positions de ce syndicat, il quitte le SNAC en 2019. Mais son engagement n'a pas cessé : en 2018, il fait partie des douze fondateurs de la Ligue des Auteurs Professionnels et demeure depuis présent à son conseil d'administration.
En tant que scénariste, Christophe Arleston explore des styles différents, de la fantasy au polar, de la science-fiction à l’historique. Mais l'humour est le vrai fil conducteur de son oeuvre, et ses principaux succès commerciaux se situent dans le domaine de la fantasy.
Arleston co-scénarise la série Lord of Burger avec Audrey Alwett et Alessandro Barbucci au dessin ; le tome 1 Le Clos des Épices publié en 2010 chez Glénat a reçu le Prix BD Livrentête 2011.

### Expériences différentes

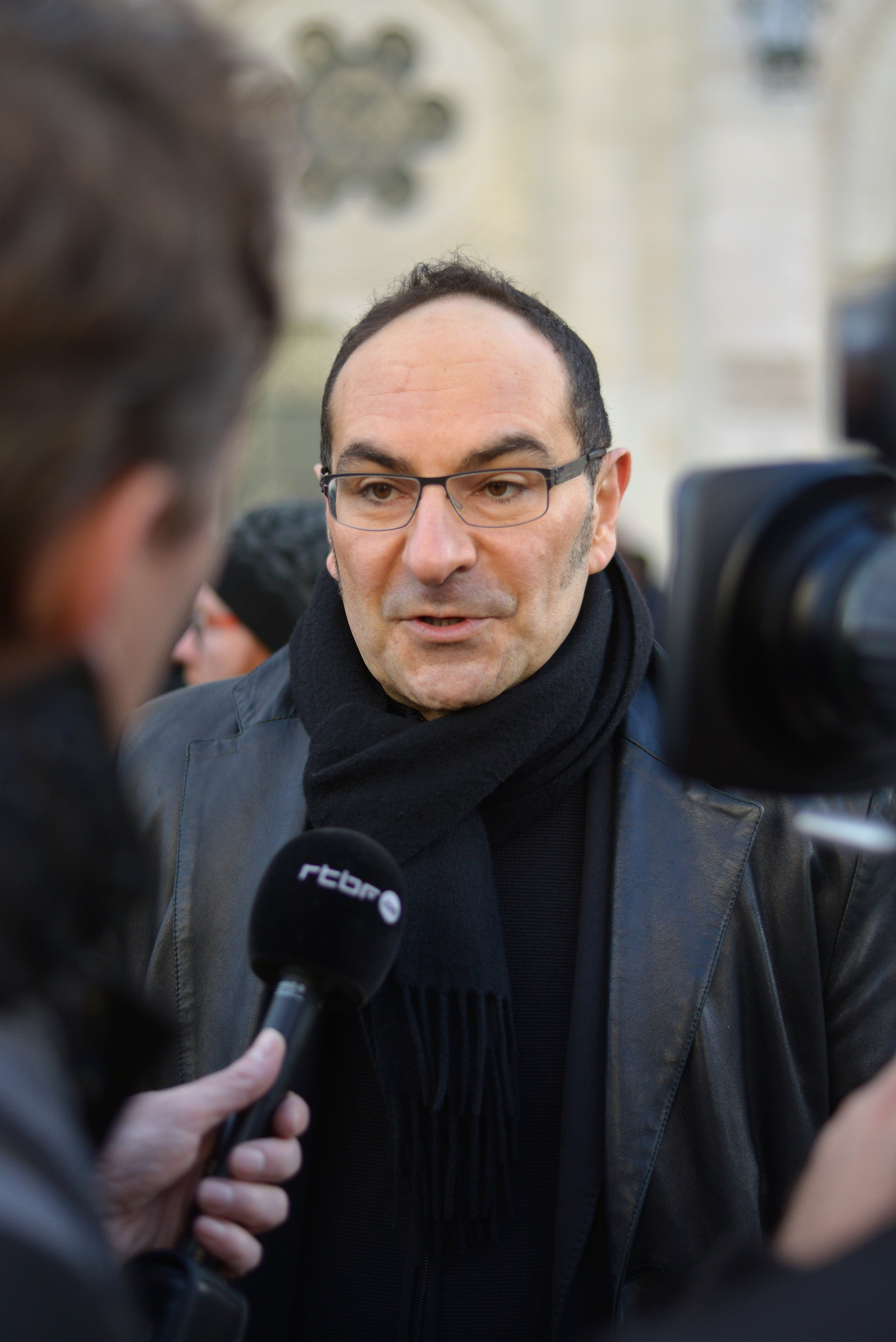
Le scénariste à la Marche des auteurs de bande dessinée lors du Festival d'Angoulême 2015.

En 2000, il est contacté par la société de production cinématographique UGC et écrit le scénario d'un long métrage consacré aux personnages des Daltons, le rôle de Joe Dalton devant être interprété par Jamel Debbouze. À la suite de la défection du comédien, ce projet est abandonné.
En 2011, pour ne pas être en porte-à-faux par rapport à son jeune public, il signe pour la première fois un scénario de bande dessinée de son vrai nom, Christophe Pelinq. Il s'agit d'une série au contenu dur, destinée aux adultes, publiée chez Glénat avec la scénariste Melanÿn et le dessinateur Vincent qui s'intitule Chimère(s) 1887 ,. Le récit est construit sur l'évolution psychologique et la recherche de paternité d'une jeune fille confinée dans une maison close du Paris de 1887 : six albums vont paraître jusqu'en 2018, formant un récit complet,.
En 2016, les éditions ActuSF publient son premier roman, Le Souper des maléfices, un récit de fantasy teinté d'humour, repris en poche en 2017 aux éditions J'ai Lu.
Son œuvre compte en 2023 plus de 230 ouvrages.

### Éditeur
En février 2018, Christophe Arleston fonde avec Olivier Sulpice une nouvelle maison d'édition, adossée au groupe Bamboo et spécialisée dans les domaines de l'imaginaire, de la fantasy et de la science-fiction : Drakoo. Les premiers titres sortent à l'automne 2019, dont la série Danthrakon qu'il scénarise lui-même, ainsi que Le Grimoire d'Elfie, une série accessible aux plus jeunes qui remporte rapidement un vif succès.
Cependant, il continue parallèlement ses séries en tant que scénariste aux éditions Soleil.

## Œuvres

### L’univers de Troy
- Sortilèges culinaires, Soleil, Longue nouvelle illustrée qui sera en partie reprise pour Le Souper des Maléfices. Album offert par l'éditeur, 2008
Scénario : Christophe Arleston - Dessin : collectif

### Autres séries
-

### Albums collectifs
- Parodies T.3 Vingt ans après, Soleil, 1987
Scénario et dessin : collectif - La parodie de Gaston Lagaffe, Othon Lagraffe, est signée Carrère et Arleston
- La Bande à Julien, Soleil, 1997
Scénario et dessin : collectif - (Les chansons de Julien Clerc en BD). 6 planches avec Jean-Louis Mourier. 2 planches avec Mohamed Aouamri. 6 planches avec Walter Farher.
- Demain l'An 3000, Albin Michel, 1999
Scénario et dessin : collectif - "Diesel Nostalgie" 4 planches avec Thierry Labrosse (Il en est en 2002 tiré un court métrage éponyme réalisé par Laurent Germain-Maury, avec Ticky Holgado)
- L'Or des fous (Bernard Lavilliers : coffret CD-chansons en BD)[21], Soleil, 2000
Scénario : Bernard Lavilliers / Christophe Arleston (coordinateur éditorial) - Dessin : Bajram / Varanda / Servain / Vicomte / Cartier / Plessix / Aouamri / Lepage / Mourier / Cromwell / Tota / Dany / Labrosse / Moebius
- Les Chansons de M. Eddy [22] , Soleil, 2003
Scénario : Eddy Mitchell / Christophe Arleston (Coordinateur éditorial) - Dessin : Moebius / Springer / JS Loche / Hérengel / Vatine / Maëster / Meynet / Le Gall / Dany / Varanda / Griffo / Lauffray / Buchet / Keramidas / Taymans / Mezières / Rossi / Floch / Blanc-Dumont
- Les Chansons Gainsbourg. Volutes 1 : Polars Polaires, Soleil, 2005
Scénario : Serge Gainsbourg / Christophe Arleston (Coordinateur éditorial) - Dessin : Moebius / Hübsh / Ptiluc / PM Chan / Bajram / V Mallié / Dany / Hérenguel / D Poli / G Bianco / Dupuy & Berberian / Buchet / Barbucci / Cagniat / Guth
- Les Chansons Gainsbourg. Volutes 2 : Melody & Marilou, Soleil, 2006
Scénario : Serge Gainsbourg / Christophe Arleston (Coordinateur éditorial) - Dessin : Moebius / N'Guessan / Mazan / Varanda / Hérenguel / Yoann / Springuer / Keramidas / Guth / Cerminaro / Virginie Augustin / Riff Reb's / Edith / Cromwell / Franck Le Gall / Biancarelli / Diaz / Alary / Lauffray
- Les Chansons Gainsbourg. Volutes 3 : Filles de fortune, Soleil, 2006
Scénario : Serge Gainsbourg / Christophe Arleston (Coordinateur éditorial) - Dessin : Moebius / Laumond / Alliel / Philippe Francq / Diaz / Boiscommun / Dany / Tarquin / Mourier / Lepage / Vicomte / Thierry Robin / Plessix / Guth / Peynet / Gabrion / Loustal / Penet / Mormille / Cartier
- Les Chansons illustrées de Patrick Bruel, Soleil
Scénario : Patrick Bruel / Christophe Arleston (Coordinateur éditorial) - Dessin : Varanda / Virginie Augustin / Mourier / Tarquin / Bodart / fred Simon / Verron / N'Guessan / Biancarelli / Van Liemt / Tota / Servain / Hérenguel / Grenson / Robvin / Floch / Lepage - Couleurs : 2005
- Astérix et ses amis, Albert René, 2007
Scénario et dessin : collectif - Récits par Arleston : 2 planches Trolle de rencontre avec Mourier et 2 planches Donjons et Gaulois avec Tarquin
- Rubrique Abracadabra, Dargaud, 2008
Scénario et dessin : collectif - 2 planches avec Jean-Louis Mourier. (Hommage à Gotlib).
- Les Chansons illustrées de Thiéfaine, Soleil, 2008
Scénario : HF Thiefaine / Christophe Arleston (Coordinateur éditorial) - Dessin : Lauffray / Keramidas / Parel / Cartier / Fino / Cromwell / Pellé / Alliel / Boiscommun / Turf / Bezian / Barbucci / Martinage / Colonnier / Riad Satouff / Algésiras / Genêt / Ptiluc / Bajram / Patrice Garcia / S Lejeune / Berlion / -  (ISBN 978-2-84946-716-9)

### Roman
- Le Souper des maléfices, ActuSF, 2016 (Poche : J'AI LU oct 2017)

## Prix
- Prix Humour au festival de Solliès-Ville 1993 pour Léo Loden T.3 : Adieu ma joliette
- Prix Jeunesse au festival d’Illzach 1993 et prix Microfolie’s au festival de Maisons-Laffitte pour Léo Loden T.4 : Grillade provençale
- Prix du meilleur scénario au festival de Chambéry 1998 pour Trolls de Troy T.2 : Le Scalp du vénérable
- Alph-Art Jeunesse 9-12 ans au festival d’Angoulème
  - 1998 pour Trolls de Troy T.1 : Histoires trolles
  - 2000 pour Lanfeust de Troy T.7 : Les pétaures se cachent pour mourir[23]
  - 2002 pour Trolls de Troy T.5 : Les Maléfices de la Thaumaturge
- Prix jeunesse à la Foire du livre de Saint-Louis en 2011 pour Lord of Burger
- Prix Livrentête 2011, catégorie bandes dessinées juniors, pour Lord of Burger